# Прунду (комуна)
Прунду (рум. Prundu) — комуна у повіті Джурджу в Румунії. До складу комуни входять такі села (дані про населення за 2002 рік):
- Прунду (3830 осіб)
- Пуєнь (955 осіб)

Комуна розташована на відстані 39 км на південь від Бухареста, 29 км на північний схід від Джурджу.

## Населення
За даними перепису населення 2002 року у комуні проживали 4785 осіб.
Національний склад населення комуни:
| Національність | Кількість осіб | Відсоток |
| -------------- | -------------- | -------- |
| румуни         | 4712           | 98,5%    |
| цигани         | 72             | 1,5%     |
| угорці         | 1              | < 0,1%   |

Рідною мовою назвали:
| Мова      | Кількість осіб | Відсоток |
| --------- | -------------- | -------- |
| румунська | 4784           | > 99,9%  |
| угорська  | 1              | < 0,1%   |

Склад населення комуни за віросповіданням:
| Релігія       | Кількість осіб | Відсоток |
| ------------- | -------------- | -------- |
| православні   | 4684           | 97,9%    |
| лютерани      | 51             | 1,1%     |
| бретрени      | 32             | 0,7%     |
| адвентисти    | 10             | 0,2%     |
| п'ятдесятники | 4              | 0,1%     |
| баптисти      | 3              | 0,1%     |